# Ненад Брнович
Ненад Брнович (серб. Nenad Brnović / Ненад Брновић, нар. 18 січня 1980, Подгориця) — югославський та чорногорський футболіст, що грав на позиції півзахисника. По завершенні ігрової кар'єри — тренер. З 2025 року очолює тренерський штаб команди «Дечич».
Виступав, зокрема, за клуб «Партизан», а також національну збірну Сербії і Чорногорії.

## Клубна кар'єра
У дорослому футболі дебютував 1996 року виступами за команду «Забьєло», в якій провів два сезони, взявши участь у 28 матчах чемпіонату. Згодом недовго грав за клуби «Младост» (Апатин) і «Хайдук» (Кула), після чого з 1999 по 2004 рік грав у складі команди «Зета», провівши понад 100 ігор чемпіонату.
У червні 2004 року Брнович разом із своїм одноклубником Бранимиром Петровичем перейшов у белградський «Партизан», підписавши чотирирічний контракт. Він був основним гравцем «біло-чорних» в сезоні 2004/05 років, коли вони виграли чемпіонат країни та дійшли до 1/8 фіналу Кубка УЄФА. У наступному сезоні 2005/06 Ненад також був основним гравцем, але результати клубу були значно слабшими. Брнович був одним із гравців, які не реалізували пенальті в серії пенальті з «Артмедією» у останньому раунді кваліфікації Ліги чемпіонів, через що командап не вийшла до групового етапу турніру. 21 березня 2006 року в матчі чемпіонату проти «Зети» на 6-й хвилині гравець команди суперника Йован Маркоський зламав Брновичу великогомілкову та малогомілкову кістки лівої ноги. Ненад переніс операцію і початково повинен був пропустити щонайменше шість-вісім місяців. Однак пізніше виявилося, що йому потрібна ще одна операція, яку було проведено в січні 2007 року.
4 вересня 2007 року, коли він все ще був травмований, Брнович підписав новий річний контракт з «Партизаном». Після більш ніж двох років перерви він повернувся на поле 7 вересня 2008 року, зігравши п'ятнадцять хвилин у товариському матчі проти грецького ПАОКа у Салоніках. Він також зіграв місяць потому у товариському матчі проти «Славії» (Сараєво). Однак, він так і не отримав можливості зіграти в офіційних матчах, тому в січні 2009 року його віддали в оренду у «Рад» до кінця сезону.
Влітку 2009 року, після закінчення терміну дії його контракту з «Партизаном», Брнович підписав дворічний контракт з подгорицькою «Будучностю» як вільний агент. Він грав за місцеву команду два сезони, після чого продовжив свою кар'єру в Ірані у клубі «Мес Сарчешмех».
На початку 2012 року він перейшов до клубу албанської Суперліги «Влазнія», але влітку того ж року повернувся до чорногорського футболу та підписав контракт з «Могреном».
На початку 2013 року він вдруге у своїй кар'єрі підписав контракт із «Зетою». Після половину сезону в «Зеті» він перейшов до цетиньського «Ловчена», який став його останнім клубом у ігровій кар'єрі. З цією командою він виграв Кубок Чорногорії у 2014 році.

## Виступи за збірні
17 квітня 2002 року дебютував в офіційних матчах у складі національної збірної СР Югославії у товариському матчі проти Литви (4:1) у Смедерево. Свій останній матч за збірну Сербії та Чорногорії він зіграв 8 червня 2005 року проти Італії в Торонто. Загалом протягом кар'єри в національній команді, яка тривала 4 роки, провів у її формі 16 матчів.

## Кар'єра тренера
Брнович розпочав свою тренерську кар'єру як помічник Миодрага Мартача в «Зеті», а після його відходу в жовтні 2015 року сам очолив команду. Після двох перемог у чемпіонаті, однієї нічиєї та двох поразок керівництво клубу вирішило найняти набагато досвідченішого Деяна Вукичевича, і Брнович став тренером молодіжної команди «Зети». Пізніше він працював у юнацьких командах «Партизана».
У серпні 2022 року його було призначено тренером «Сутьєски», з якою він виграв Кубок Чорногорії в сезоні 2022/23 та посів друге місце в чемпіонаті з такою ж кількістю очок, як і «Будучност», але з гіршим результатом очних зустрічей. На початку сезону 2023/24 «Сутьєска» грала у кваліфікації Ліги конференцій, де в 1-му раунді вибила «Космос» із Сан-Марино (1:0, 1:1), а в 2-му раунді програла «Санта-Коломі» з Андорри (2:0, 0:3). Після цього Брновича було звільнено 9 серпня 2023 року. Він очолював команду в 45 матчах, в яких команда здобула 25 перемог, 14 нічиїх та дев'ять поразок.
Наприкінці жовтня 2023 року його було призначено тренером «Петроваца», звідки був звільнений 12 квітня 2024 року. Після цього Брнович був без клубу понад одинадцять місяців, перш ніж «Дечич» підписав з ним контракт на посаду головного тренера 17 березня 2025 року.

## Досягнення
- Чемпіон Сербії і Чорногорії: 2004/05
- Чемпіон Сербії: 2007/08
- Володар Кубка Сербії: 2007/08
- Володар Кубка Чорногорії: 2013/14